# Jadove, Semenivka
Jadove (în ucraineană Жадове) este localitatea de reședință a comunei Jadove din raionul Semenivka, regiunea Cernihiv, Ucraina.

## Demografie
Componența lingvistică a localității Jadove
     Ucraineană (98,57%)
     Rusă (1,38%)
Conform recensământului din 2001, majoritatea populației localității Jadove era vorbitoare de ucraineană (98,57%), existând în minoritate și vorbitori de rusă (1,38%).